# Lycoptera
Lycoptera es un género extinto de pez que vivió desde finales del Jurásico hasta el Cretácico en lo que hoy en día es China, Corea, Mongolia y Siberia. Es conocido de abundantes fósiles que representan dieciséis especies, las cuales constituyen un importante fósil guía usado para datar formaciones geológicas en China. Junto con el género Peipiaosteus, Lycoptera ha sido considerado como un miembro definitorio de la Biota de Jehol, un ecosistema prehistórico famoso por sus aves primitivas y dinosaurios emplumados, los cuales florecieron por 20 millones de años durante el Cretácico Inferior.

## Descripción

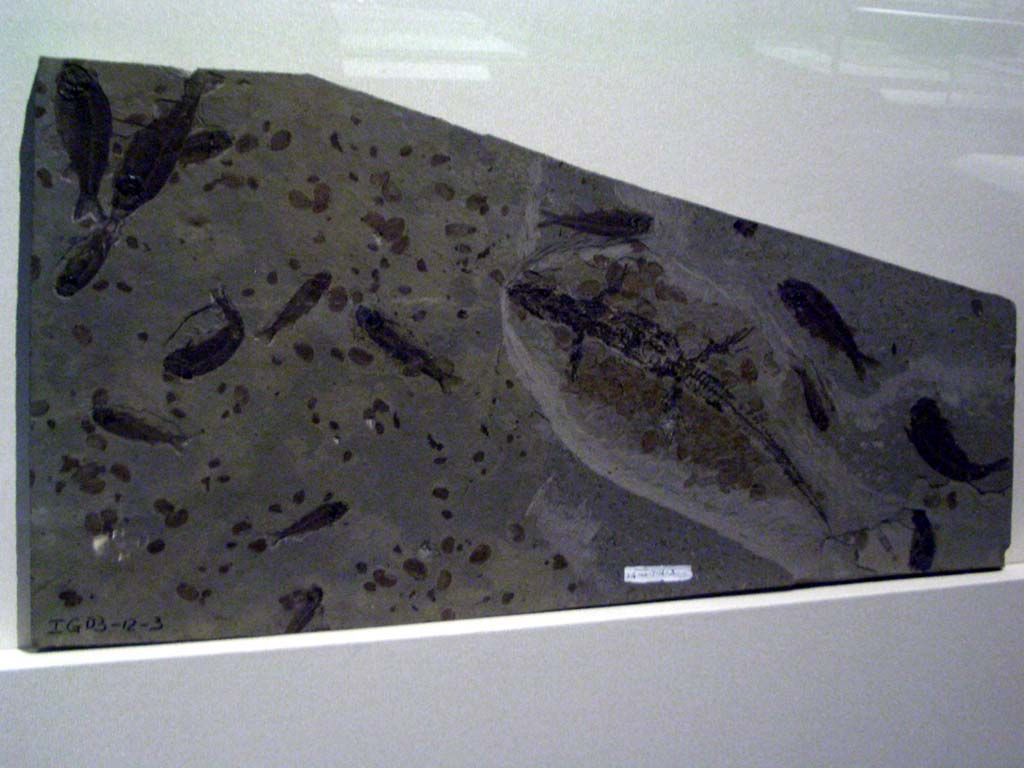
Fósiles de L. muroii exhibidos en el Museo de Ciencia de Hong Kong

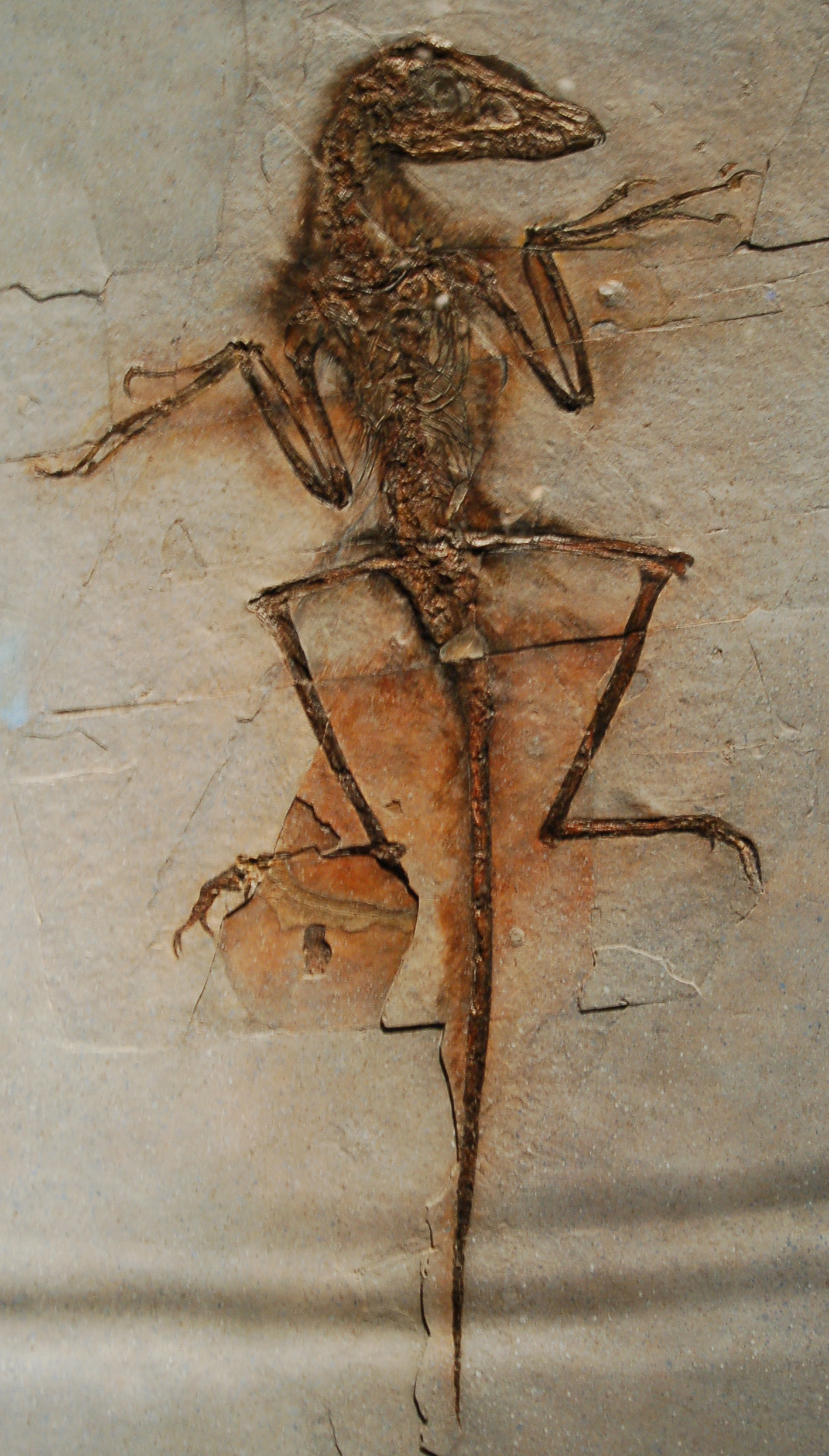
El fósil de NGMC 91. Se pueden ver algunos Lycoptera bajo el pie izquierdo.

Las especies de Lycoptera corresponden a pequeños peces de agua dulce. Muchas especies se alimentaban de plancton, y tenían numeroso dientes diminutos. Unas pocas especies como L. gansuensis, L. muroii y L. sinensis tenían dientes mayores y probablemente se alimentaban de pequeños insectos y sus larvas.
Muchos especímenes preservan pequeños detalles e impresiones de los tejidos blandos. Lycoptera estaba cubierto con pequeñas escamas ovaladas de cerca de 1.2 milímetros de diámetro y, en vida se pudo haber parecido superficialmente al piscardo.
Los fósiles de Lycoptera son comúnmente hallados en grandes grupos, que fueron rápidamente enterrados juntos en sedimentos finos de los lagos. Esto probablemente indica que en vida eran muy gregarios, aglomerándose en cardúmenes.

## Clasificación y especies
Se han descrito dieciséis especies de Lycoptera, siendo nueve del Grupo Jehol. La siguiente tabla se basa principalmente en las especies válidas listadas por Zhang y Jin en el libro de 2008 The Jehol Fossils.
| Nombre                    | Autor      | Año     | Estatus              | Notas |
| ------------------------- | ---------- | ------- | -------------------- | ----- |
| Lycoptera middendorffi    | Müller     | [1847]] | Válido, especie tipo |       |
| Lycoptera macrorhyncha    | (Eichwald) | (1868)  |                      |       |
| Lycoptera davidi          | (Sauvage)  | (1880)  | Válido               |       |
| Lycoptera sinensis        | Woodward   | 1901    | Válido               |       |
| Lycoptera ferox           | Grabau     | 1923    |                      |       |
| Lycoptera chosenensis     | Makiyama   | 1927    |                      |       |
| Lycoptera kansuensis      | Grabau     | 1928    |                      |       |
| Lycoptera woodwardi       | Grabau     | 1928    |                      |       |
| Lycoptera jaholensis      | Grabau     | 1928    |                      |       |
| Lycoptera fragilis        | Hussakof   | 1932    | Válido               |       |
| Lycoptera takunagai       | Seito      | 1936    | Válido               |       |
| Lycoptera muroii          | (Takai)    | (1943)  | Válido               |       |
| Lycoptera longicephalus   | Liu et al. | 1962    | Válido               |       |
| Lycoptera lunteensis      | Liu et al. | 1962    |                      |       |
| Lycoptera polyspondylus   | Liu et al. | 1962    |                      |       |
| Lycoptera tungi           | Liu et al. | 1962    |                      |       |
| Lycoptera wangi           |            |         |                      |       |
| Lycoptera sankeyushuensis | (Ma & Sun) | (1988)  | Válido               |       |
| Lycoptera fuxinensis      | Zhang      | 2002    | Válido               |       |